# Emil Waldorf
Emil Waldorf (* 25. Februar 1856 in Koblenz; † 12. Dezember 1918 in Kassel) war ein preußischer Offizier, zuletzt Generalleutnant im Ersten Weltkrieg.

## Leben
Waldorf trat nach dem Besuch des Kadettenkorps am 23. April 1874 als Sekondeleutnant in das 1. Kurhessische Feldartillerie-Regiment Nr. 11 in Kassel ein. Für ein Jahr fungierte er ab 1881 als Abteilungsadjutant, ehe er am 1. Oktober 1882 zum Regimentsadjutant aufstieg. Als solcher wurde Waldorf am 12. Februar 1884 zum Premierleutnant befördert und vom 1. Oktober 1886 bis 21. Juli 1889 zur Kriegsakademie kommandiert. Unter gleichzeitiger Beförderung zum Hauptmann erfolgte am 16. Januar 1890 seine Ernennung zum Batteriechef. Nach acht Jahren versetzte man Waldorf, der am 27. Januar 1898 Major geworden war, nach Erfurt, wo er als Kommandeur die III. Abteilung des 1. Thüringischen Feldartillerie-Regiments Nr. 19 übernahm. Bereits ein Jahr später folgte seine Versetzung an die Feldartillerie-Schießschule Jüterbog, wo Waldorf zunächst bis 17. Juli 1903 als Lehrer fungierte und dann zum Stab der Schule versetzt wurde. Am 13. August 1903 trat er zum 3. Lothringischen Feldartillerie-Regiment Nr. 69 in Sankt Avold über, wurde am 18. Oktober 1903 zunächst mit der Führung des Regiments beauftragt und schließlich am 10. März 1904 zum Kommandeur ernannt. Als solcher erfolgte am 22. April 1905 die Beförderung zum Oberstleutnant sowie am 27. Januar 1908 zum Oberst. Mit Wirkung zum 22. März 1910 wurde Waldorf Kommandeur der in Metz stationierten 34. Feldartillerie-Brigade. Mit der Aufstellung der 42. Feldartillerie-Brigade wurde Generalmajor (seit 19. Juli 1911) Waldorf erster Kommandeur dieses Verbandes. Unter Verleihung des Charakters als Generalleutnant wurde er am 4. April 1914 zur Disposition gestellt.
Mit Ausbruch des Ersten Weltkriegs stellte sich Waldorf zur Verfügung und man ernannte ihn zum Kommandeur der hauptsächlich aus Kriegsfreiwilligen neu gebildeten 52. Reserve-Division. Nachdem Anfang Oktober 1914 die Verwendungsbereitschaft hergestellt war, rückte die Division an die Westfront und kam hier erstmals bei der 4. Armee in der Schlacht um Ypern zum Einsatz. Am 20. Oktober gelang die Einnahme von Passendale, aufgrund der Unerfahrenheit der Truppe kam es dabei zu großen Verlusten. Am 24. Dezember 1914 erhielt Waldorf das Patent zu seinem Dienstgrad. Das Jahr 1915 verblieb die Division in Flandern und verlegte dann im September 1916 in die Champagne, wo sie wiederum unter großen Verlusten in der Schlacht an der Somme focht. Nach 14-tägigem Kampf wurde die Division zur Auffrischung aus der Front gezogen und ging anschließend in den Stellungskrieg über. Ende April 1917 folgte der Einsatz an der Aisne und darauf in Flandern. Ende April 1918 beteiligte Waldorf sich mit seiner Division an der Erstürmung und Einnahme des strategisch wichtigen Kemmelbergs. In den folgenden Monaten bis Kriegsende stand sein Verband in permanenten Abwehrkämpfen gegen die Alliierten. An der Lys bei Deinze konnte er dabei im Oktober 1918 den Durchbruch feindlicher Kräfte verhindern, wofür ihm am 1. November 1918 der Orden Pour le Mérite verliehen wurde.
Nach Kriegsende wurde Waldorfs Mobilmachungsbestimmung am 3. Dezember 1918 aufgehoben und er verstarb kurz darauf in Kassel.

## Auszeichnungen
- Kronenorden II. Klasse[1]
- Preußisches Dienstauszeichnungskreuz[1]
- Krone zum Roten Adlerorden II. Klasse mit Eichenlaub, Stern und Schwertern im Jahre 1918